# 문의왕후
문의왕후(文懿王后, 841년~870년 음력 5월 재위:861년~870년 음력 5월은 신라(新羅) 제47대 헌안왕(憲安王)과 안정왕후 김씨(安貞王后 金氏)의 딸이자 신라(新羅)의 제48대 경문왕(景文王) 왕후(王後)이다.

## 생애
성은 김씨(金氏)이며 헌안왕(憲安王)의 맏딸이다. 헌안왕(憲安王)이 860년(헌안왕 4년 憲安王) 9월 임해전(臨海殿)에서 연회(宴會)를 베풀었을 때 응렴(膺廉) 경문왕(景文王)이 약관 20세 15세라고도 함로 참석하였다. 이 자리에서 헌안왕(憲安王)은 응렴(膺廉)이 덕이 있는 것을 알아보고 사위로 삼고자 하였다.
왕은 응렴(膺廉)에게 그의 두 딸 즉 영화부인(寧花夫人)이 된 맏딸 20세과 경문왕(景文王)의 차비(次妃)가 된 둘째딸 중에서 아내를 택하도록 하였다. 응렴(膺廉)이 부모의 말대로 아름다운 둘째공주를 취하고자 하였으나, 승려낭도인 흥륜사(興輪寺) 범교사(範敎師)의 권유로 맏딸에게 장가들게 되었다.
석달 뒤 헌안왕(憲安王)이 죽으면서 응렴(膺廉)에게 왕위를 물려주었으므로 응렴(膺廉)은 경문왕(景文王)이 되고 헌안왕(憲安王)의 맏딸은 경문왕(景文王)의 비인 영화부인(寧花夫人)이 되었다. 일명 문자황후(文資皇后)라고도 하는데 866년(경문왕 6) 정월에 문의왕비(文懿王妃)로 봉해졌다. 그의 아들 태자(太子) 정(晸)이 헌강왕(憲康王)이 되었다.

## 가계
- 부왕 : 헌안왕(憲安王)
- 모후 : 안정왕후 김씨(安貞王后 金氏)
  - 동생 : 차비 김씨(次妃 金氏)
  - 부군 :  경문왕(景文王)
  - 부인 : 문의왕후(文懿王后)
    - 아들 : 헌강왕(憲康王)
    - 아들 : 정강왕(定康王)
    - 딸 : 진성여왕(眞聖女王)

## 문의왕후가 등장하는 작품
- 《태조 왕건》 (KBS, 2000년~2002년, 배우: 최정원)

## 참고문헌
- 삼국사기(三國史記)
- 삼국유사(三國遺事)